# Mycetophila pucaraensis
Mycetophila pucaraensis är en tvåvingeart som beskrevs av Duret 1973. Mycetophila pucaraensis ingår i släktet Mycetophila och familjen svampmyggor. Inga underarter finns listade i Catalogue of Life.